# Burg Stauf (Pfalz)
Burg Stauf ist die Ruine einer Höhenburg beim Ortsteil Stauf der nordpfälzischen Stadt Eisenberg im Donnersbergkreis (Rheinland-Pfalz).

## Geographische Lage
Die Burg Stauf liegt südlich des nach ihr benannten Ortsteils auf einem Bergsporn des Kühbergs (366 m), dem 327,1 m hohen Schloßberg, der sich nördlich über dem Tal des Eisbachs erhebt. Die Burg ist von Stauf her über einen Waldweg zu erreichen.

## Geschichte

### Errichtung
Die Burg ist wohl noch vor dem Jahr 1000 entstanden und als „castellum Stoufenburc“ um 1012 belegt. Damit ist sie die älteste urkundlich nachgewiesene Anlage ihrer Art in der Pfalz.
Wegen ihres alten Namens „Staufenburg“ wird die Errichtung häufig dem Geschlecht der Staufer zugeschrieben. Dieser Auffassung trat 1913 der Historiker Hermann Schreibmüller entgegen, der wegen der Erwähnungen während der Ära der Salier diesen den Ursprung der Burg zuschreibt und den Namen auf die nachmaligen Besitzer zurückführt.

### Hochmittelalter
Im Zusammenhang mit einem Aufenthalt des Saliers Herzog Konrad I. von Kärnten (975–1011) liegt der erste geschichtlich gesicherte Nachweis von Burg Stauf vor. Dessen Sohn Herzog Konrad II. (~1003–1039) bekleidete neben der Herzogswürde auch das Amt eines Grafen im Wormsgau, Speyergau und Nahegau. Wegen eines Aufstands gegen seinen Vetter König Konrad II. musste er einige seiner Burgen schleifen. Das mag ein Grund dafür sein, dass für die nächsten zwei Jahrhunderte Nachrichten über Burg Stauf fehlen. Er starb ohne Nachkommen.
Graf Rudolf II. von Habsburg der Großvater von König Rudolf heiratete gemäß den Acta Murensia Agnes von Stouf.
Einer der späteren Besitzer der Burg war vermutlich Gottfried von Staufen. Als dieser um 1190 starb, gelangte Graf Eberhard III. von Eberstein (* 1144; † vor 1219) in den Besitz von Burg Stauf, offensichtlich durch Heirat mit Kunigunde (* ca. 1165), die Erbin der Herrschaft Stauf gewesen sein muss.
Eberhard IV. von Eberstein (* um 1190; † 18. März 1263) wurde nach einer Erbteilung Inhaber der Herrschaft Stauf und gründete in der Nähe das Kloster Rosenthal. Seine Tochter Agnes III. von Eberstein heiratete 1238 Heinrich II. von Saarbrücken-Zweibrücken, weswegen die Herrschaft Stauf und das Kloster Rosenthal an diese Familie fielen. Heinrichs und Agnes’ Tochter Kunigunde († vor 1283) wurde die erste Äbtissin von Rosenthal und schloss den Konvent dem Zisterzienserorden an. 1282 ist Kurtrier als Lehensgeber für Burg Stauf Heinrich II. gegenüber belegt.

### Spätmittelalter und Neuzeit

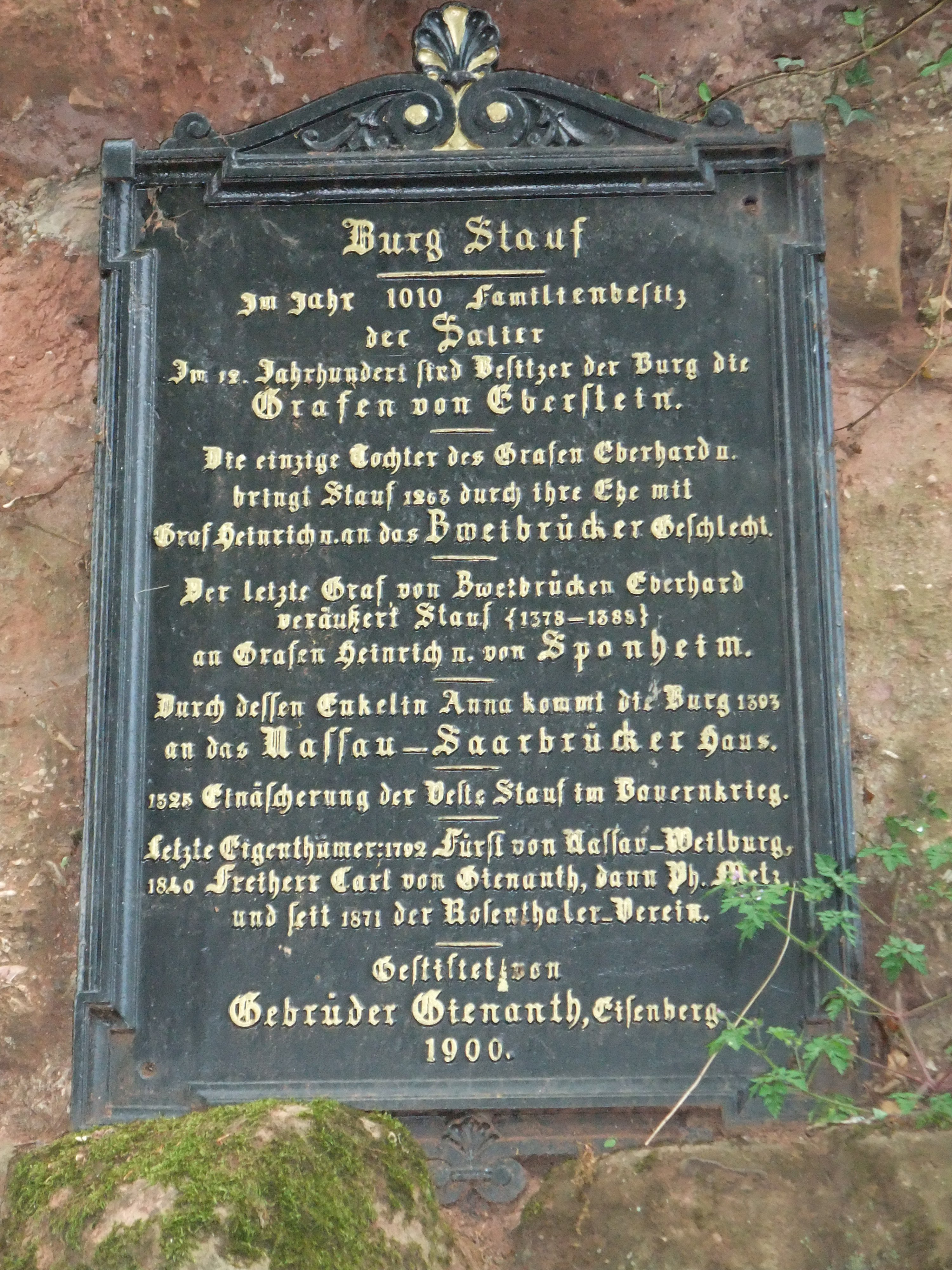
Inschriften-Tafel an Burg Stauf

Seit dem 14. Jahrhundert gehörten zur Herrschaft Stauf die folgenden Ortschaften: Breunigweiler, Eisenberg, Göllheim, Kerzenheim, Kerzweiler (Korbsweiler), Pfrimm (Pfrimmerhof), Ramsen, Rosenthal, Sippersfeld und Stauf sowie die sogenannten Rheindörfer Bobenheim, Hochheim, Horchheim, Leiselheim, Mörsch, Pfiffligheim, Roxheim, Weinsheim und Wiesoppenheim.
Graf Heinrich II. von Sponheim-Bolanden kaufte zwischen 1378 und 1388 die Burg auf. Auf dem Erbweg kam die Herrschaft Stauf nach dem Tod von Graf Heinrich II. (1393) an den Gatten seiner Enkelin, Graf Philipp I. von Nassau-Saarbrücken. Bis Ende des 18. Jahrhunderts blieb sie zusammen mit der Herrschaft Kirchheim im nassauischen Besitz.
Im Bauernkrieg 1525 wurde die Burg, die aus einer Vorburg (Südburg), einer „Mittelburg“ und der Kernburg (Nordburg) bestand, zerstört. Nach dem Dreißigjährigen Krieg diente die Burg ab 1648 als Steinbruch, als das Dorf Stauf wieder aufgebaut wurde.
Von 1871 an war der Historische Verein Rosenthal Eigentümer der Ruine, bis sie im Juni 2000 an die Stadt Eisenberg überging. Seit 2009 wird die Anlage durch den örtlichen Verein zur Förderung der Staufer Burg gepflegt.

## Sage
Einst sollen auf der Burg Stauf drei Jungfrauen gelebt haben, eine rothaarige, eine schwarzhaarige und eine blonde. Die Blonde soll die Schönste von ihnen gewesen sein, aber sie erblindete in ihrer Jugend. Die jungen Frauen waren sehr reich, da sie allen Bewerbern um ihre Hand zwar die mitgebrachten Geschenke abnahmen, aber ihre sonstigen Bedingungen nie erfüllt werden konnten.
Eines Tages wollten die Frauen ihren Reichtum aufteilen, doch die sehenden Schwestern versuchten ihre blinde Schwester zu betrügen. Sie bemerkte den Betrug, sagte jedoch nichts.
Ritter Berthold von Winzingen, noch Junggeselle, hörte von einem Bergmann von den schönen Jungfrauen auf der Burg Stauf und dass die Blonde die schönste von ihnen sei. Daraufhin machte sich der Ritter auf zur Burg, um sich selbst davon zu überzeugen. Er wurde von den beiden sehenden Schwestern begrüßt, doch als er nach der blonden Schwester fragte, wurden die Hunde auf ihn gehetzt und er aus der Burg gejagt. Der Ritter gab jedoch nicht auf und legte sich in der Nähe auf die Lauer. Nach einigen Tagen sah er, wie die sehenden Schwestern aus der Burg ritten, und nutzte die Gelegenheit. Er bestach den Burgknecht am Tor und ging in die Burg. Er traf auf die blonde Jungfrau und war ihrer Schönheit und ihrer Anmut überwältigt. Sie war gewillt, mit ihm zu kommen, und begleitete ihn auf die Burg Winzingen.
Als die Schwestern dies erfuhren, fürchteten sie um ihren Reichtum, da ihre Schwester ihren Teil einfordern konnte. So ließen sie den Burgknecht den Schatz in der Nähe ihrer Burg vergraben. Nachdem er den Schwestern erzählt hatte, wo die Stelle war, stachen sie ihm die Augen aus und warfen ihn in den Sumpf, wo er ertrank.
Nach nicht langer Zeit führte es die Schwestern bei einer Entenjagd wieder in diesen Sumpf, und sie wurden von etwas in die Tiefe gezogen. Kurz bevor auch sie ertranken, hörten sie ein tiefes Lachen aus dem Sumpf.
Als die blonde Schwester vom Tod ihrer Schwestern hörte, trat sie ihr Erbe an und zog mit ihrem Ehemann auf die Burg Stauf. Eines Abends machte sie einen Spaziergang an der Burgmauer entlang, als sie eine tiefe Stimme hörte: „Ich war es, der deine Schwestern getötet hat, und ich weiß, wo die Reichtümer vergraben sind. Ich will sie dir geben, aber du musst einen Teil davon verwenden, um ein Kloster zu bauen und die Armen zu unterstützen. Der Rest soll dein sein. Das musst du mir versprechen.“ Sie versprach es. „Gut, dann komm morgen Nacht zur Buche im Tal am Rosenberg und bring deinen Mann mit!“ Der Sprecher verschwand.
Das Ehepaar begab sich in der Nacht an die bezeichnete Stelle. Dort trafen sie auf einen freundlichen Bergmann, der sie zu den Schätzen führte.
Die blonde Schwester hielt ihr Versprechen, und es wurde der Grundstein einer Kirche für das spätere Kloster Ramsen gelegt. Als das Gotteshaus geweiht wurde, erinnerte man sich an die beiden anderen Schwestern. Doch es wurde keine Messe für sie gelesen und kein Gebet für sie gesprochen, so bestimmte es Berthold.
Deswegen fanden sie in ihrem nassen Grab bis heute keine Ruhe. Sie sollen zur Geisterstunde noch immer mit wallenden Gewändern und ihren roten und schwarzen Haaren durch das Tal irren und wehmütige Lieder singen. Am Ende der Geisterstunde soll sie ein grünes Ungeheuer wieder in die Tiefe des Sumpfes ziehen und dabei fürchterlich tief lachen.